# 紹約巴博尼
紹約巴博尼是匈牙利的城鎮，位於該國東北部，由包爾紹德-奧包烏伊-曾普倫州負責管轄，面積13.43平方公里，2011年人口2,813，其中約四成居民信奉天主教。